# Asaph (Bischof)

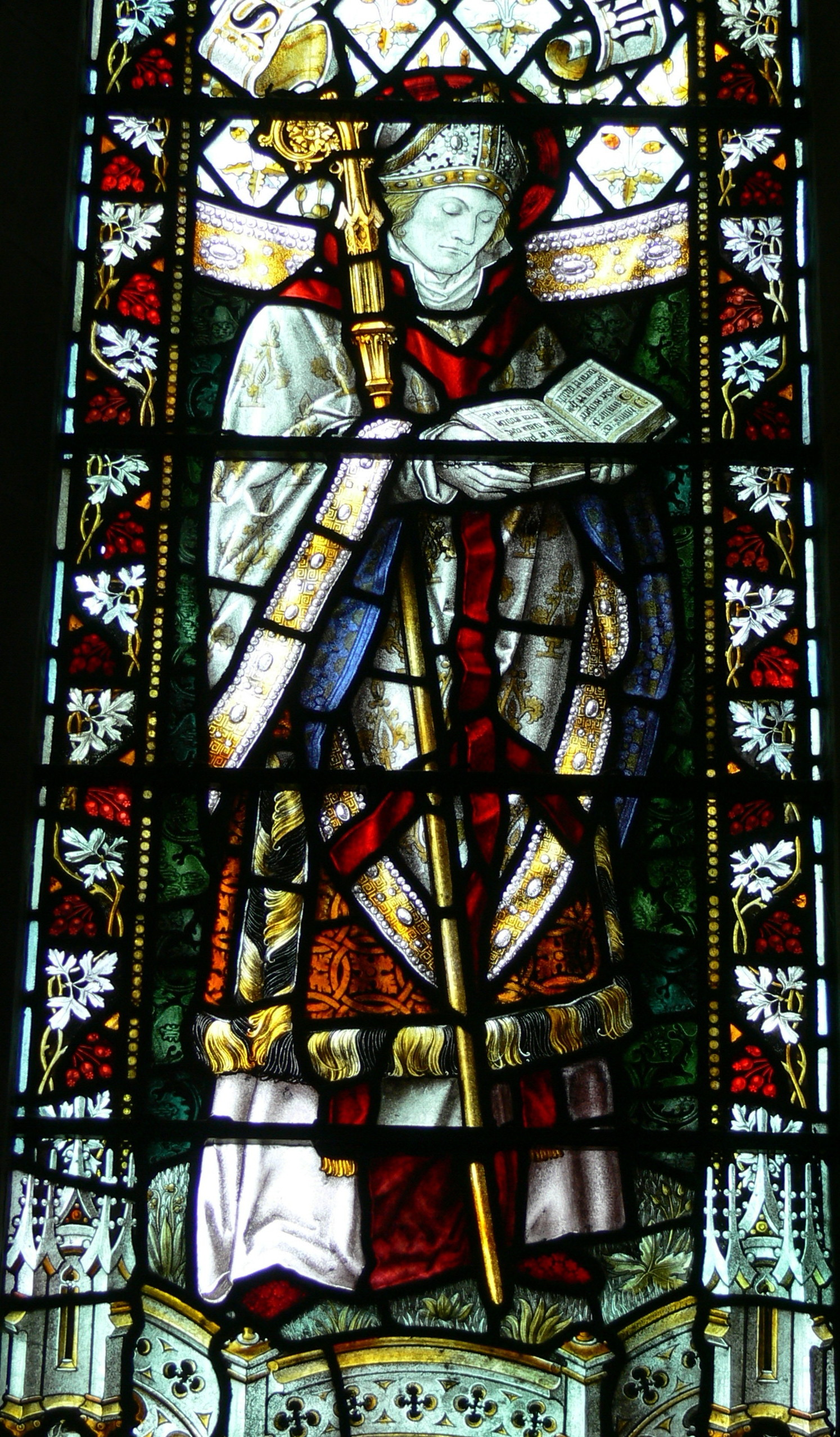
Heiliger Asaph (1909), St. David’s Cathedral, St. Davids (Wales)

St. Asaph (auch Asaf, Asa; † angeblich 596) war nach mittelalterlicher und frühneuzeitlicher Überlieferung der Schutzpatron des walisischen Bistums St Asaph. Angeblich war er Schotte und in der zweiten Hälfte des 6. Jahrhunderts Bischof von Llanelwy (heute nach ihm St Asaph genannt). Er soll ein Schüler des St. Mungo (Kentigern) und in dessen Nachfolge Vorsteher des Klosters in Llanelwy gewesen sein.
Die Heiligenlegende St. Asaphs hat ihren Ursprung wohl im 12. Jahrhundert, auch wenn der Grund ihrer Erfindung unsicher ist. Die ausführlichste erhaltene Quelle ist die Vita sancti Kentigerni (Leben des St. Mungo) des Mönches Jocelin von Furness (blühte 1199–1214); Jocelin scheint sich aber bereits auf etwas ältere Überlieferungen gestützt zu haben, die im 12. Jahrhundert in der Kirche von Llanelwy entstanden.
Unter den zahlreichen Wundern, die die Legenden überliefern, ist das bekannteste die Wiederbeschaffung des verlorenen Rings der Königin Ness, der Gemahlin von Maelgwyn Gwynedd, König von Nord-Wales. Er war ihr vom Finger in den Fluss gerutscht, tauchte aber nach einem Gebet des Heiligen im Bauch eines Lachses auf, der gerade zum Mahl aufgetragen wurde. Diese Wandersage ist bereits von Polykrates (Tyrann von Samos) bekannt, hier allerdings mit einer negativen Deutung.